# Sojuz T-3
Sojuz T-3 è la denominazione di una missione della navicella spaziale Sojuz T verso la stazione spaziale sovietica Saljut 6 (DOS 5). Si trattò del trentanovesimo volo equipaggiato di questo velivolo spaziale, del sessantunesimo volo nell'ambito del programma Sojuz sovietico nonché del sedicesimo volo equipaggiato verso la predetta stazione spaziale  (il quattordicesimo equipaggiato - a causa degli insuccessi della Sojuz 25 e Sojuz 33 - che riuscì effettivamente a svolgere la manovra di aggancio).

## Equipaggio

### Equipaggio principale
| Ruolo                  | Equipaggio                                        | Equipaggio                                        |
| ---------------------- | ------------------------------------------------- | ------------------------------------------------- |
| Comandante             | Leonid Kizim, GCTC Saljut 6 EO-5 Primo volo       | Leonid Kizim, GCTC Saljut 6 EO-5 Primo volo       |
| Ingegnere di volo      | Oleg Makarov, NPOE Saljut 6 EO-5 Quarto volo      | Oleg Makarov, NPOE Saljut 6 EO-5 Quarto volo      |
| Cosmonauta Ricercatore | Gennadij Strekalov, NPOE Saljut 6 EO-5 Primo volo | Gennadij Strekalov, NPOE Saljut 6 EO-5 Primo volo |

### Equipaggio di riserva
| Ruolo                  | Equipaggio             | Equipaggio             |
| ---------------------- | ---------------------- | ---------------------- |
| Comandante             | Vasilij Lazarev, GCTC  | Vasilij Lazarev, GCTC  |
| Ingegnere di volo      | Viktor Savinych, NPOE  | Viktor Savinych, NPOE  |
| Cosmonauta Ricercatore | Valerij Poljakov, IMBP | Valerij Poljakov, IMBP |

## Missione
Al centro della missione vi fu il collaudo della nuova versione del velivolo spaziale Sojuz, cioè della navicella denominata Sojuz T dotata dello spazio per un equipaggio composto da tre cosmonauti. Fu la prima volta dalla missione Sojuz 11, svoltasi nell'ormai lontano 1971 e terminata con la tragica morte dell'equipaggio, che l'Unione Sovietica lanciò tre cosmonauti a bordo di una sola navicella spaziale. Inoltre il compito di quest'equipaggio furono una serie di interventi di riparazione della stazione spaziale stessa. In pratica i tre cosmonauti formarono il quinto equipaggio base della stazione spaziale e pertanto la missione stessa viene pure catalogata sotto la denominazione di Saljut 6 EO-5. Durante il soggiorno a bordo della stazione, decisamente breve per un equipaggio base, non vi furono delle visite della stazione da parte di equipaggi ospiti. Nonostante la maggior parte del tempo impegnato per la missione dovette essere dedicato ai lavori di riparazione, l'equipaggio trovo il tempo per effettuare diversi esperimenti di carattere scientifico (denominati Splav, Kristall, Svetoblok e Oasis). Non mancarono osservazioni su oggetti biologici nonché l'esecuzione dell'esperimento denominato
Microclima (effettuato il 2 dicembre) per migliorare le condizioni di vita a bordo della stazione. Tale esperimento ebbe il fine principale di influenzare decisamente sulla regolarizzazione di temperatura all'interno della stazione spaziale. Venne inoltre montato uno strumento nuovo per controllare il circuito dell'acqua comprensivo di quattro apposite pompe. Il 4 dicembre vennero sostituiti tutti i componenti elettronici del sistema di telemetria e il giorno successivo riparati gli errori dell'elettronica in generale. Altri lavori di riparazione vennero eseguiti per sostituire uno strumento per la programmazione e il controllo cronometrico nel pilotaggio di bordo. Infatti sia il sistema di pilotaggio di bordo originale della Saljut 6 come pure di tutte le navicelle Sojuz impegnate prima di questo tipo di navicella Sojuz T non impegnavano computer di bordo digitali. Infine venne sostituito l'apparecchio per l'alimentazione con energia elettrica del compressore montato nel sistema di rifornimento di carburante. Il precedente equipaggio base della stazione spaziale (Saljut 6 EO-4) cioè i cosmonauti Leonid Popov e Valerij Rjumin. diedero il loro supporto alla missione dal TsUP (Centro di controllo) mediante importanti indicazioni e consigli per l'esecuzione dei lavori di riparazione. Verso la fine della missione, l'8 dicembre per la precisione, venne eseguito mediante la navicella di trasporto e da carico Progress che per l'appunto si era agganciata alla stazione, una correzione della traiettoria d'orbita del complesso.

## Ulteriori dati di volo
- Denominazione Astronomica Internazionale: 1980-94

I parametri sopra elencati indicato i dati pubblicati immediatamente dopo il termine della fase di lancio. Le continue variazioni e i cambi di traiettoria d'orbita sono dovute alle manovre di aggancio. Pertanto eventuali altre indicazioni risultanti da fonti diverse sono probabili e attendibili in considerazione di quanto descritto.